# Phyllodonta anca
Phyllodonta anca là một loài bướm đêm trong họ Geometridae.